# Edward W. Veitch
Edward W. Veitch (* 4. November 1924 in Englewood, New Jersey; † 23. Dezember 2013 in Shannondell, Pennsylvania) war ein US-amerikanischer Informatiker.
Veitch studierte Physik an der Harvard University, wo er 1947 und 1948 seinen Masterabschluss in Angewandter Physik und Physik machte. Er entwickelte 1952 ein grafisches Verfahren für die Optimierung von Digitalschaltungen, welches 1953 von Maurice Karnaugh weiterentwickelt wurde (Karnaugh-Veitch-Diagramm).